# 悟勤喜淳
悟勤喜淳(1783年—?)，字一斋，号颖園，费莫氏，满洲正红旗人。嘉庆丁卯科举人，己巳科进士。
后来任刑部山东司主事，在道光朝曾任日讲起居注官。

## 家庭
- 曾祖本壽，
- 祖木克德訥，
- 父富隆，
- 学生隆濬，道光十二年进士，[2]
- 堂弟阿勒寄淳，嘉庆丙子举人；
- 弟弟悟勤德淳是道光庚子年举人。[3]